# Rokkō Liner
La linea Nuovo Transito di Kobe - Isola di Rokkō (神戸新交通六甲アイランド線?, Kōbe Shinkōtsū Rokkō airando-sen), soprannominata Rokkō Liner (六甲ライナー?, Rokkō-rainā) è un people mover automatico in servizio fra Sumiyoshi e Marine Park, nel quartiere di Higashinada-ku a Kōbe, in Giappone che collega alla terraferma l'isola artificiale di Rokkō al porto di Kobe.

## Storia
Il permesso per costruire la linea fra Sumiyoshi e Minami-Uozaki, e fra Island-Kitaguchi e Marin Park è stato ottenuto nel 1986, e il tracciato è stato inaugurato il 21 febbraio 1990. A causa del grande terremoto di Kobe del 1995, il people mover è stato danneggiato, e ha richiesto quattro mesi per riprendere il servizio nella prima tratta, e altri 3 mesi per il totale funzionamento.
Il 31 agosto 2018 è entrato in servizio il primo dei nuovi elettrotreni Kobe New Transit 3000 che entro il 2023 rimpiazzeranno gli elettrotreni Kobe New Transit 1000.

### Futuro
In futuro la linea potrà essere estesa qualora i progetti di polderizzazione della baia di Kobe proseguino con la realizzazione dell'isola sud.

## Servizio
I treni corrono con una frequenza di circa 6 minuti, ridotti a 2-4 minuti durante l'ora di punta, e fermano in tutte le stazioni.

## Materiale rotabile

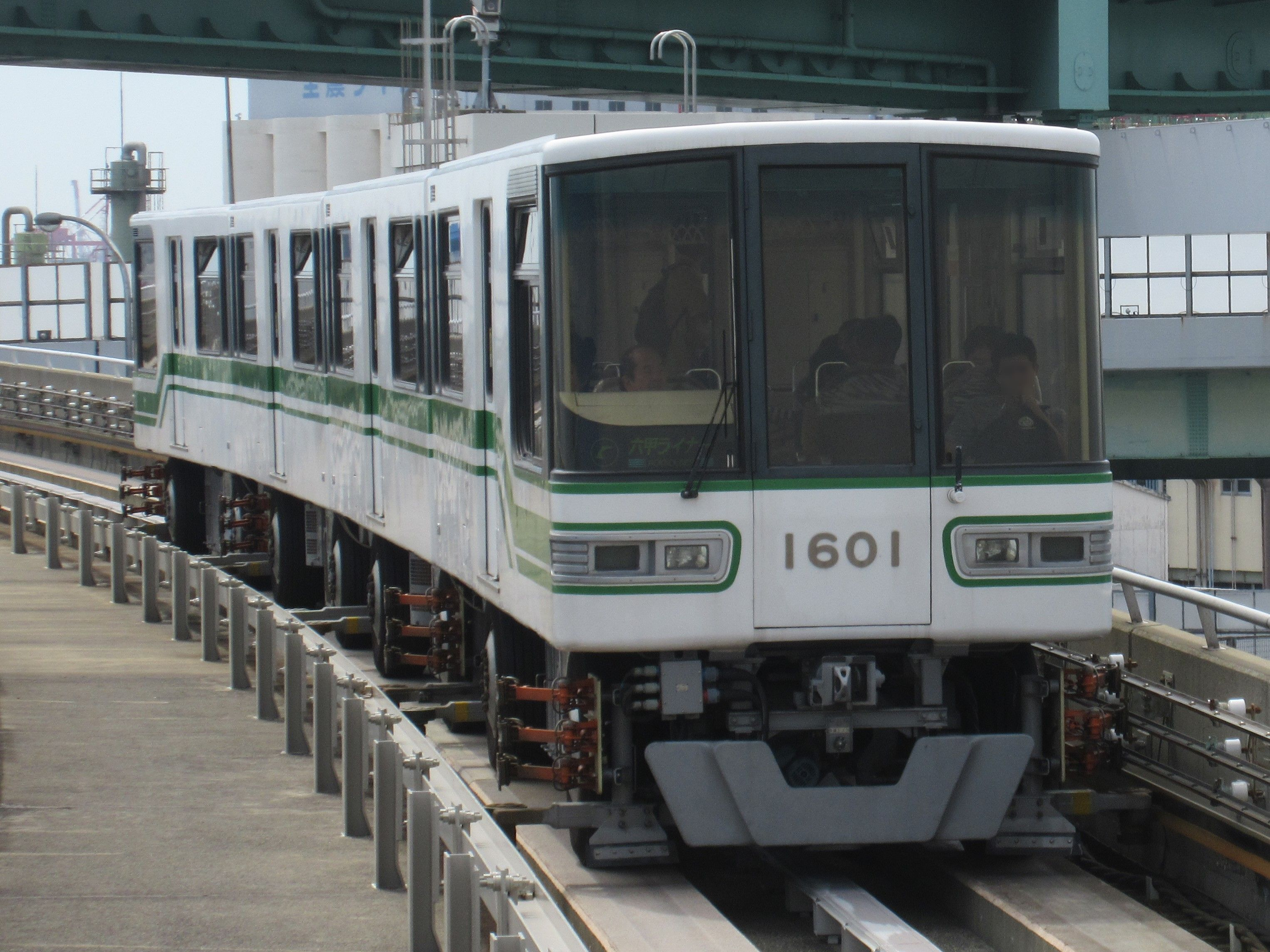
Elettrotreno Kobe New Transit 1000

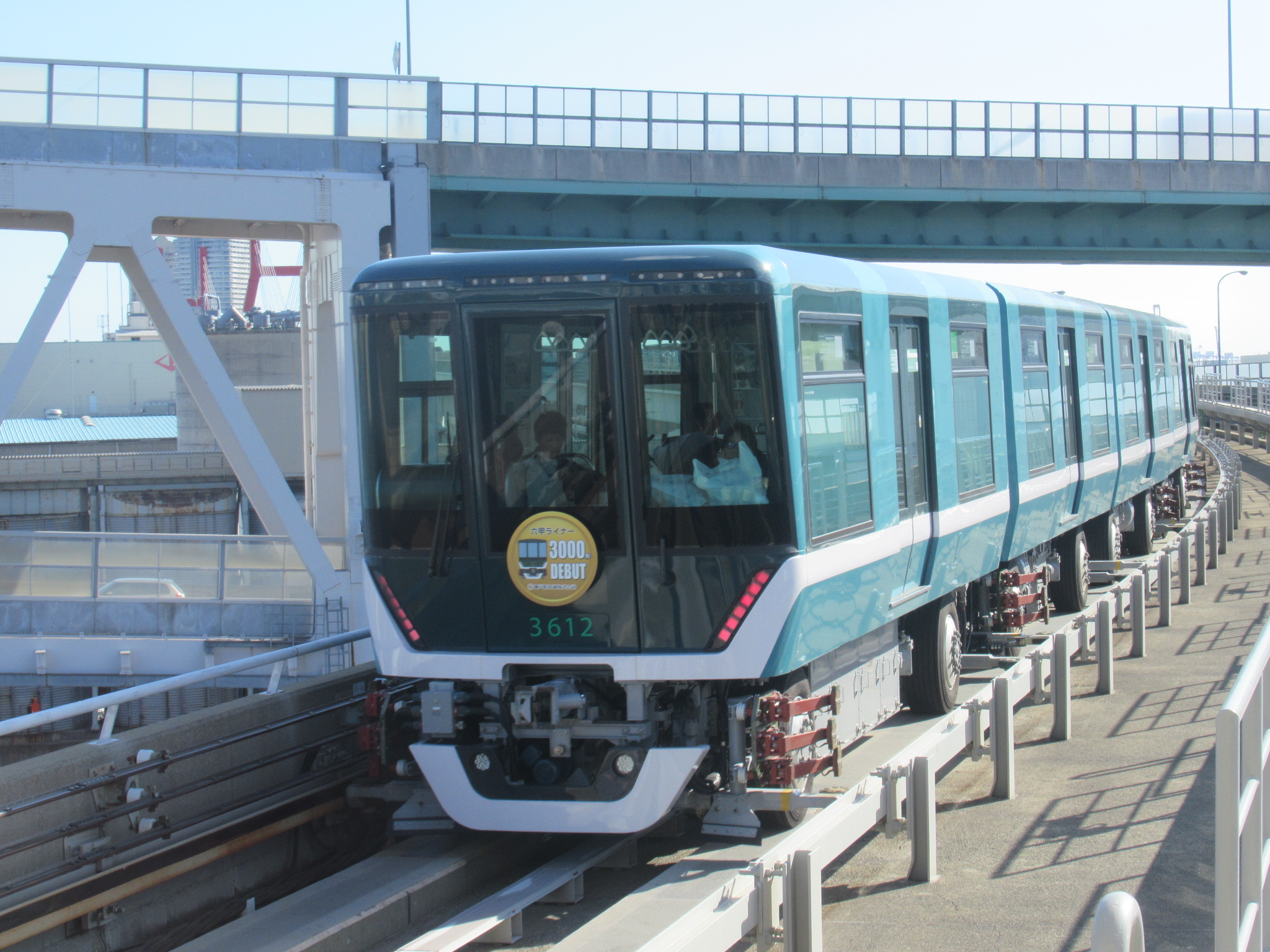
Nuovo elettrotreno Kobe New Transit 3000

La linea dispone di due tipologie di rotabili:
- Kobe New Transit 3000 (2018-)
- Kobe New Transit 1000 series  (1990-2023)

## Stazioni
- Tutte le stazioni si trovano nel quartiere di Higashinada-ku, a Kōbe.

| Num | Stazione         | Giapponese         | Distanza interst. | Distanza totale | Collegamenti             |
| --- | ---------------- | ------------------ | ----------------- | --------------- | ------------------------ |
| R01 | Sumiyoshi        | 住吉               | -                 | 0.0             | Linea JR Kōbe            |
| R02 | Uozaki           | 魚崎               | 1.2               | 1.2             | Linea principale Hanshin |
| R03 | Minami-Uozaki    | 南魚崎             | 0.8               | 2.0             |                          |
| R04 | Island-Kitaguchi | アイランド北口     | 1.5               | 3.5             |                          |
| R05 | Island Center    | アイランドセンター | 0.4               | 3.9             |                          |
| R06 | Marine Park      | マリンパーク       | 0.6               | 4.5             |                          |